# Johann Philipp Bach
Johann Philipp Bach (Meiningen, 5 agosto 1752 – Meiningen, 2 novembre 1846) è stato un pittore tedesco.
Figlio di Gottlieb Friedrich Bach, fu organista di corte e pittore del gabinetto ducale, lasciò ad una mostra un suo  ritratto in cui raffigurava Carl Philipp Emanuel Bach, realizzato quando era ad Amburgo.
Godette di una vita molto lunga (94 anni), contemporaneo di Handel, morì quando Wagner era già intento alla composizione del Lonhengrin
All'età di 63 anni ebbe un figlio, Friedrich Carl Eduard che divenne intendente forestale del Duca di Meiningen e visse 88 anni (1815-1903) famiglia Bach.